# Lessach
Lessach är en ort och kommun  i Österrike. Den ligger i distriktet Tamsweg i förbundslandet Salzburg, 220 km sydväst om huvudstaden Wien.
Kommunen består av två orter (Ortschaften) (inom parentes invånarantal 1 januari 2024):
- Lessach (441)
- Zoitzach (109)